# 귀 6궁
귀 6궁은 귀에 눈 여섯 개를 가진 사활 문제형의 궁도이다.